# Euscelidia bechuana
Euscelidia bechuana là một loài ruồi trong họ Asilidae. Euscelidia bechuana được Dikow miêu tả năm 2003. Loài này phân bố ở vùng nhiệt đới châu Phi.